# 恆星核合成
恆星核融合 是解釋重元素是由恆星內部的原子經由核融合創造出來的化學元素理論。自從大爆炸期間產生氫、氦、鋰之後，恆星核融合就一直持續地創造重元素。這原本是一個高度預測的理論，但經由觀測到的元素豐度和計算的基礎上，已經有了良好的協定。它解釋了宇宙中元素的豐度為何會隨著時間而增長，以及為什麼某些元素及其同位素會比其它的元素更豐富。這個理論最初是由弗雷德·霍伊爾在1946年提出，然後在1954年精煉。進一步的發展，特別是對重元素中比鐵重的元素經由中子捕獲的核融合，在霍伊爾和伯比奇夫婦（傑佛瑞·伯比奇和瑪格麗特·伯比奇）、威廉·福勒四人於1957年提出了著名的元素合成理論（即著名的B2FH論文），成為天文物理學史上最受人引用的論文之一。
恆星演化是因它們的組成（元素的豐度）在生命歷程中的改變。首先是氫燃燒（主序星），然後是氦燃燒（紅巨星），並逐漸燃燒更重的元素。然而，因為這些重元素都包含在恆星內部，這本身並沒有明顯的改變宇宙中元素的豐度。在它們生命的後期，低質量的恆星將通過恆星風慢慢地彈出它們的大氣層，形成行星狀星雲；而質量更高的恆星將通過超新星的突發性災難事件來噴發質量。超新星核合成這個名詞被用來描述大質量恆星（12－35倍太陽質量）在演化和爆炸前所創造的元素。這些大質量恆星是從碳（Z = 6）到鎳（Z = 28）的各種新同位素的最主要來源。
進一步的燃燒序列是由重力坍縮和其相應的加熱驅動的，導致重元素的碳、氧和矽燃燒。然而，大多數原子量範圍在A = 28–56 （從矽到鎳）核融合的重元素都是由恆星上層崩潰到核心，造成一個壓縮衝擊波反彈向外形成的。短暫的衝擊波升高了大約50%的溫度，從而引起了大約1秒鐘的劇烈燃燒。在大質量恆星最後的燃燒稱為超新星核合成或是"爆炸核融合"，是恆星產生重元素的最後一個時期。
促進核融合理論發展的因素是發現宇宙中化學元素的豐度。對具體描述的需要已經受到太陽系化學同位素相對豐度的啟發。當繪製在以元素的原子數為函數的圖表上時，這些豐度有一個參差不齊的鋸齒狀形狀，而變化的因素數以萬計（參見核融合#歷史）。這表明這個自然的過程不是隨機的。第二個啟發是在20世紀了解恆星的核融合發生過程，它被認識到太陽的長壽，和從核融合反應釋放出來的能量是光與熱的來源。

## 歷史

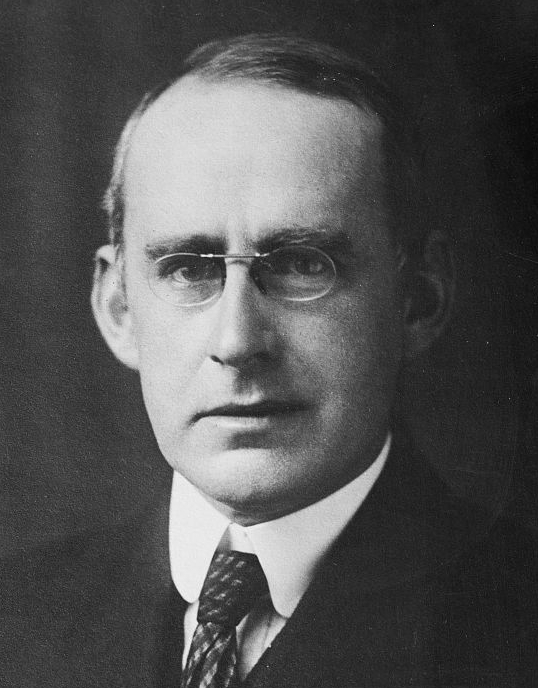
在1920年，亞瑟·愛丁頓提出恆星從氫的核融合形成氦獲得能量，並提出了重元素在恆星中產生的可能性。

在1920年，亞瑟·愛丁頓在F.W.阿斯頓對原子質量的精確
測量基礎上，和让·巴蒂斯特·佩兰初步的建議下，提出恆星從氫融合形成氦的核融合反應獲得能量，並提出更重的元素在恆星內產生的可能性。這是邁向核合成思想的初步步驟。在1928年，喬治·伽莫夫推導出現在所謂的伽莫夫因子，給出了兩個原子核足夠接近時的強作用力可以克服庫倫障壁的量子力學公式。伽莫夫因子在隨後的十年被使用在羅伯特·阿特金森和弗里茨·豪特曼斯，以及伽莫夫自己和和愛德華·泰勒推導出高溫下的核反應進行過程和速率，並且確信恆星內部存在著高溫。
在1939年，在標題為《恆星的能量生產》（Energy Production in Stars）的論文中，漢斯·貝特分析了氫融合成氦可能的不同反應。他定義了兩種他認為恆星能量來源的過程。第一種是質子-質子鏈反應，是質量像太陽這樣的恆星產生能源的主要過程；第二種是碳氮氧循環，也被認為是卡爾·馮·魏茨澤克在1938年曾提出的，是質量更大恆星的主序星的主要能量來源 。質子-質子鏈反應和碳氮氧循環的明確說明在1968年出現在教科書上。然而，貝特的兩篇論文並沒有討論重元素的產生。這些理論在1946年由弗雷德·霍伊爾開始，他的論點是一個非常熱的原子核集團可以依據熱力學組合出鐵 。霍伊爾隨後在1954年以長篇大論描述如何以進一步的核融合階段在大質量恆星中合成從碳至鐵的元素 。這是恆星核核成的第一項工作。它和霍伊爾在1954年的論文提供了一個路徑圖，說明地球上最豐富的元素是如何從最初的氫和氦在恆星中合成，從而清楚的說明這些元素是如何隨著星系的年齡老化而增加在星系中的豐度。
霍伊爾的理論被擴展到其他的過程，最初是在霍伊爾和伯比奇夫婦（傑佛瑞·伯比奇和瑪格麗特·伯比奇）、威廉·福勒四人於1957年提出了著名的元素合成理論（通常稱為B2FH論文）。這份回顧的論文收集和精煉了早先研究和引證到的一張圖片，這給出了對觀察到的元素豐度和分布數量；但它除了經由中子捕獲過程形成比鐵更重元素有更多的理解之外，本身並沒有擴充霍伊爾在1954的圖片中對太初原子核的起源所做的諸多假設。之後，艾利絲泰爾·卡麥倫和唐納德·卡萊頓獲得了顯著的改善。卡麥倫也提出了自己獨立的核合成方法 （大部分仍遵循霍伊爾的方法）。他將電腦引進到與時間相關的核系統演化計算中。卡萊頓計算出第一個與時間相關的S-過程 和R-過程模型，矽燃燒進入3α粒子和鐵族元素的豐度，以及發現放射性年表，用於確定元素的年齡。整個研究的領域在20世紀的70年代迅速的擴展。

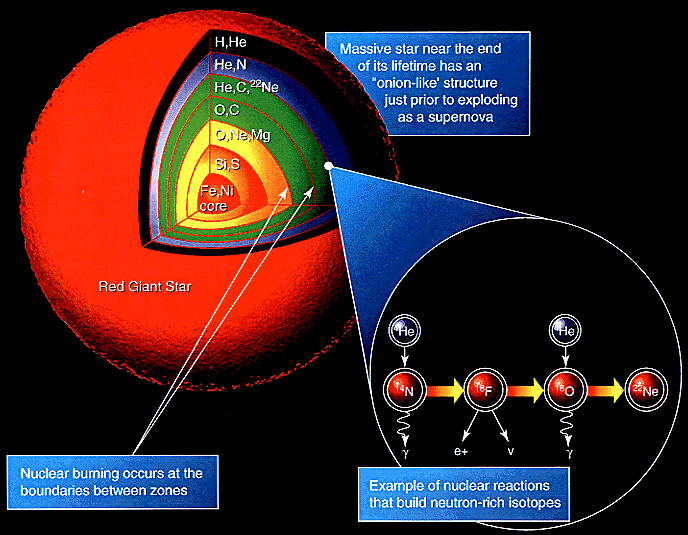
超巨星的剖面，顯示核合成和元素的形成。

## 關鍵反應

表示元素起源（包括恆星核合成）的一個週期表版本；通常人造的94以上元素不包括在內。比鐵重的元素通常起源於超新星爆炸，由超新星爆炸產生的中子進行r-過程產生。

在恆星的核合成中最重要的反應： 
- 氫燃燒：
  - 氘燃燒
  - 質子-質子鏈反應
  - 碳氮氧循環
- 氦燃燒：
  - 3氦過程
  - 氦過程
- 燃燒更重的元素：
  - 鋰燃燒：在棕矮星中發現最常見的過程。
  - 碳燃燒過程
  - 氖燃燒過程
  - 氧燃燒過程
  - 矽燃燒過程
- 產生比鐵重的元素：
  - 中子捕獲：
    - R-過程
    - S-過程

  - 質子捕獲：
    - Rp-過程
    - P-過程

  - 光致蛻變：

### 氫融合
氫燃燒（4個質子融合成一顆氦-4核）是在主序星的核心中產生能量的主導過程。它也稱為"氫燃燒"，但不要與在大氣層中氧化的化學氫燃燒混淆。恆星的氫融合有兩個主要的過程：質子-質子鏈和碳氮氧循環。90%的恆星，除了白矮星，都是通過這兩個過程融合氫。
像是太陽這樣的低質量的主序星，主導能量生產過程的是質子-質子鏈反應。通過一系列的連鎖反應，創造出氦-4的核。開始是兩個質子融合，形成氘原子核（一個質子加上一個中子）連同一個彈出的正電子和微中子。在每一個完整的融合週期，質子-質子鏈反應約釋放出26.2百萬電子伏特。質子-質子鏈反應對溫度的依存度為4次方；相對的不敏感，溫度上升10%只會增加46%的能量產量。因此，這種氫融合過程可以發生在恆星半徑的三分之一，約占恆星質量一半之處。對於質量大於1.35倍太陽質量的恆星，能量通量朝向表面是非常的低，而且能量從核心區域向外轉移是經由輻射傳導而不是對流傳熱 。因此，很少會有新的氫混到核心或是融合的產物中。
在質量更高的恆星，主導能量產生的過程是碳氮氧循環，它是一個催化迴圈，使用碳、氮、和氧的原子核作為媒介，最終產生氦核和質子-質子。在一個完整的碳氮氧循環，25百萬電子伏特的能量被釋放出來。相較於質子-質子鏈反應，這個循環的能量差異是微中子的發射所失去的。碳氮氧循環對溫度的依存度為16-20次方；相當敏感，10%的溫度升高，產生的能量就會增長350%。大約90%的碳氮氧循環能量產生在恆星15%的質量，因此它是高度集中在核心。這就產生強大向外的能量通量，對流的能量傳遞變得比輻射轉移更為重要。這樣的結果，使核心區域成為對流區，它攪動了氫融合區，使其與周圍的質子豐富區域保持良好的混合。這種發生在碳氮氧循環核心的對流貢獻了超過恆星20%的總能量。隨著恆星的老化和核心溫度的升高，對流區域慢慢地從質量20%下降到內部的8% 。我們的太陽大約有10%的能量是由碳氮氧循環產生。 
在恆星中主導的氫融合過程類型取決於兩者反應之間的溫度依賴性和差異。質子-質子鏈反應始於溫度約4×106 K，使它成為低質量恆星的主導融合機制。自我維護的碳氮氧循環大約需要16×106 K的更高溫度，但此後隨著溫度的增高，它的效率會比質子-質子鏈反應更迅速的增加。在大約17×106 K的溫度之上，碳氮氧循環成為主要的能量來源。要達到這個溫度，恆星的質量至少是太陽的1.3倍。太陽本身的核心溫度大約是15.7×106 K。做為一顆主序星，核心的溫度將隨著年齡而增加，將會導致碳氮氧循環的貢獻穩定增加。

### 氦融合
主序星由於氫的融合而在核心中積累氦，但核心的溫度不足以啟動氦融合。當氦融合首先開始時，恆星離開紅巨星分支，並且積累了足夠的氦在核心點燃。質量在太陽質量附近的恆星，這會從紅巨星分支的頂端開始，從簡併物質氦核心發出氦閃，恆星移動到水平分支，它的核心在那裏燃燒氦。質量更大的恆星，在沒有氦閃的情況下點燃核心中的氦，並在到達漸近巨星分支之前執行一個藍迴圈。儘管有這樣的名稱，但紅巨星分支上的藍迴圈通常不是藍色的，通常是黃巨星，可能就是造父變星。它們融合氦，直到核心主要是碳和氧。當它們離開主序帶時，質量最大的恆星會成為超巨星，並且當它們成為紅巨星時，迅速開始氦融合。在核心的氦耗盡後，他將繼續在碳氧核心周圍的外殼燃燒氦。
在所有的情況下，氦都通過3氦過程融合成碳，然後通過氦核作用形成氧、氖和較重的元素。這樣，經由氦核作用捕捉氦核生成的元素優先產生有偶數質子的元素。具有奇數質子的元素是由其它融合途徑形成的。

## 反應速度
"A" 和 "B" 物種之間的每體積反應速率，是由數位密度 "n"  "a"、"B"  給出的：
{\displaystyle {\frac {r}{V}}=n_{A}\,n_{B}\,\langle \sigma (v)\,v\rangle }
其中σ(v)是相對速度v的橫截面，並且是所有速度的平均值。

辦經典的，橫截面是與{\displaystyle \pi \,\lambda ^{2}}成比例的，其中 {\displaystyle \lambda =h/p}是德布羅意波長。因此，辦經典的橫截面與{\displaystyle {\frac {m}{E}}}成正比。
然而，由於反應涉及量子穿隧效應，在低能量有一個阻尼係數取決於革卯因數EG給出的值：
{\displaystyle \sigma (E)={\frac {S(E)}{E}}e^{-{\sqrt {\frac {E_{G}}{E}}}}}
其中S(E)取決於核相互作用的細節。
然後，使用馬克士威-波茲曼分布的能量的關係，集成所有的能量已獲得總的反應速率： 
{\displaystyle {\frac {r}{V}}=n_{A}\,n_{B}\int _{0}^{\infty }{\frac {S(E)}{E}}\,e^{-{\sqrt {\frac {E_{G}}{E}}}}{\frac {2}{{\sqrt {\pi }}(kT)^{3/2}}}E^{1/2}e^{-E/kT}\,{\sqrt {\frac {2E}{m_{R}}}}dE}
在此處，{\displaystyle m_{R}={\frac {m_{1}m_{2}}{m_{1}+m_{2}}}}是折合質量。
由於這種積分在高能量的{\displaystyle \sim e^{-{\frac {E}{kT}}}}和高能量的革卯因數有一個指數阻尼，因此除了在峰值周圍，各處的積分值機乎都消失，稱為"革卯峰值"，位於 "E" 0 ，其中：
{\displaystyle {\frac {\partial }{\partial E}}\left(-{\sqrt {\frac {E_{G}}{E}}}-{\frac {E}{kT}}\right)\,=\,0}
因此：
{\displaystyle E_{0}=\left({\sqrt {E_{G}}}\,kT/2\right)^{2/3}}
然後，指數可以近似於E0為：
{\displaystyle e^{-{\frac {E}{kT}}-{\sqrt {\frac {E_{G}}{E}}}}\approx e^{-{\frac {3E_{0}}{kT}}}\cdot exp\left(-{\frac {(E-E_{0})^{2}}{4E_{0}kT/3}}\right)}
反應速率近似為：
{\displaystyle {\frac {r}{V}}\approx n_{A}\,n_{B}\,{\frac {4{\sqrt {2}}}{\sqrt {3m_{R}}}}\,{\sqrt {E_{0}}}{\frac {S(E_{0})}{kT}}e^{-{\frac {3E_{0}}{kT}}}}
在單位為KeV*b，S(E0)的值通常為10-3-103，但在涉及β衰變時，由於中間綁定狀態之間的關係（例如，雙質子）半衰期和β衰變的半衰期，以及如質子-質子鏈反應，會受到一個巨大因素的抑制。
請注意主序星核心的典型溫度以KeV的數量級是kT。
因此，碳氮氧循環反應的瓶頸在14
7N
捕獲質子的能量在S(E0) ~ S(0) = 3.5 keV b，而質子-質子鏈反應的瓶頸是兩顆質子創造出氘，有著能量非常低的S(E0) ~ S(0) = 4*10-22 keV b。
順帶一提，由於前者的反應有一個高得多的γ因數，並且由於在典型恆星中的元素豐度，這兩個反應速率相等的溫度值是在主序星的核心溫度範圍內。

## 進階讀物
- Bethe, H. A. . Physical Review. 1939, 55 (1): 103. Bibcode:1939PhRv...55..103B. doi:10.1103/PhysRev.55.103.
- Bethe, H. A. . Physical Review. 1939, 55 (5): 434–456. Bibcode:1939PhRv...55..434B. doi:10.1103/PhysRev.55.434.
- Hoyle, F. . Astrophysical Journal Supplement. 1954, 1: 121–146. Bibcode:1954ApJS....1..121H. doi:10.1086/190005.
- Clayton, Donald D. . New York: McGraw-Hill. 1968.
- Ray, A. . 2004. arXiv:astro-ph/0405568  |class=被忽略 (帮助).
- G. Wallerstein; I. Iben Jr.; P. Parker; A.M. Boesgaard; G.M. Hale; A. E. Champagne;  et al.  (PDF). Reviews of Modern Physics. 1997, 69 (4): 995–1084  [2006-08-04]. Bibcode:1997RvMP...69..995W. doi:10.1103/RevModPhys.69.995. （原始内容 (PDF)存档于2009-03-26）.
- Woosley, S. E.; A. Heger; T. A. Weaver. . Reviews of Modern Physics. 2002, 74 (4): 1015–1071. Bibcode:2002RvMP...74.1015W. doi:10.1103/RevModPhys.74.1015.
- Clayton, Donald D. . Cambridge: Cambridge University Press. 2003. ISBN 0-521-82381-1.

## 外部連結
- How the Sun Shines （页面存档备份，存于） by John N. Bahcall
- Nucleosynthesis （页面存档备份，存于） in NASA's Cosmicopia